# Mughiphantes hadzii
Mughiphantes hadzii là một loài nhện trong họ Linyphiidae.
Loài này thuộc chi Mughiphantes. Mughiphantes hadzii được miêu tả năm 1975 bởi František Miller & Polenec.